# Калікандзар

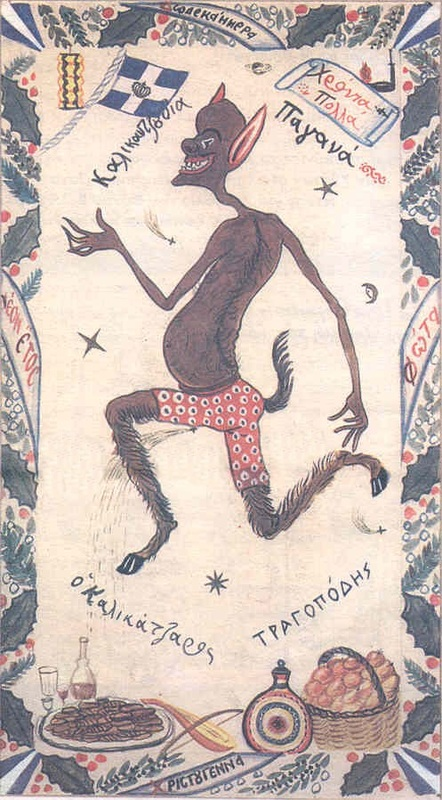
Калікандзари пиляють Світове дерево.

Каліка́ндзар (грец. καλικάντζαρος,  /ka.li.ˈkan.dza.ɾɔs/) — лиха надприродна істота в фольклорі Південно-Східній Європі і Анатолії. Історії про «Калікандзар» або його еквіваленти зазвичай можна знайти в Греції, Болгарії, Туреччині, Сербії, Албанії, Боснії та на Кіпрі.
«Калікандзари» живуть під землею, але виходять на поверхню протягом дванадцяти днів Різдва, з 25 грудня по 6 січня (від зимового сонцестояння на два тижні, протягом періоду коли сонце припиняє свій сезонний рух).

## Етимологія
Вважається, що термін «каліканцарос» походить від грецького «калос-кентаврос» («гарний кентавр»), хоча ця теорія зустріла багато заперечень. Друга теорія припускає, що слово походить від турецького kara-kondjolos "перевертень, вампір", від kara "чорний" і  koncolos «кровопивця, перевертень».
Калікандзар (грец. καλικάντζαρος) — це загальногрецька назва цих надприродних істот, крім нього існує ще безліч місцевих варіантів: «Καλικαντζαραίοι», «Καρκάτζια», «Καλκατζόνια» («Καλκατζάνια»), «Καλκάνια», «Καλιτσάντεροι», «Καρκάντζαροι», «Καρκαντζέλια», «Σκαλικαντζέρια», «Σκαντζάρια», «Σκαλαπούνταροι», «Τζόγιες», «Λυκοκάντζαροι», «Κωλοβελόνηδες», а також утворені у жіночому роді: «Καλικαντζαρού», «Καλικαντζαρίνες», «Καλοκυράδες», «Βερβελούδες» та інші. Залежно від варіанта виводиться і етимологія: «спалений, сухий», «залізо» + «взуття», «взуття» + «гомілка» (вказує на взуття, яке вони носять), «хороший, добрий» + «жук».. Ці істоти новогрецької міфології відомі також сусіднім народам під схожими назвами (болг. караконджул, мак. караконцол, серб. караконџула, тур. karakoncolos).

## У грецькому фольклорі
Калікандзар, як вірили греки, істота антропоморфна, але з зооморфними рисами (як-от роги, копита, хвіст тощо). Калікандзари нібито мешкають під землею, підпилюючи Світове дерево, а виходять бешкетувати у світ тільки на Різдвяні святки. Допиляти Дерево в них ніколи не виходить, бо коли вони повертаються вниз за дванадцять днів, виявляється, що стовбур уже відновився. Період, коли калікандзари буцім розгулюють світом, припадає на час зимового сонцестояння (порівн. Йоль у германських народів). Простолюд вірив, ніби дитина, народжена на Різдво (або в різдвяний період), себто зачата на Благовіщення, може стати калікандзаром. Цій неприємності намагалися запобігти відповідними ритуалами (приміром, обсмалювали немовляті ніжки над полум’ям). Калікандзари нібито бояться вогню, священиків, церковних дзвонів тощо. Згідно з легендами, калікандзар, перестрівши людину, ставить запитання: «Клоччя чи оливо?» (грец. στούππος ή μόλυβδος). За однією з версій, друга відповідь фатальна, тоді як перша рятує від істоти. За іншою ж версією до поганих наслідків призводять обидві відповіді (перша до сліпоти, друга — до розчавлення).

## У літературі
- Калікандзари фігурують у грецьких народних казках (наприклад, «Калло і калікандзари», грец. Η Κάλλω και οι καλικάντζαροι[10]).
- Цих істот згадували у своїх творах такі письменники, як Роджер Желязни[11] й Говард Лавкрафт[12].

## Фільми та серіали
- Зустрічаються у телесералі «Грімм» (s4e08 «Грімм, який вкрав Різдво»), де «Калікандзар» виявляється захворюванням, яке вражає дітей і змушує їх вчиняти дії без їх відома. Також з'ясувалося, що якщо вони їдять фруктовий пиріг, то вилікуються від цього захворювання.

## Сербський фольклор
У сербських різдвяних традиціях дванадцять днів Різдва раніше називалися "нехрещеними днями" і вважалися часом, коли демонічні сили всіх видів вважалися більш активними і небезпечними, ніж зазвичай. Люди були обережні, щоб не привернути їхню увагу, і не виходили на вулицю пізно вночі. Остання пересторога була особливо пов'язана з міфічними демонами, яких називали караконджула (сербською кирилицею: караконџула; також караконджа / караконџа, караканджа / караканџа або карапанджа / карапанџа), яких уявляли як важких, приземкуватих і потворних істот. За традицією, коли караконджула знаходив когось на вулиці вночі нехрещеного дня, він стрибав на спину і вимагав, щоб його віднесли, куди йому заманеться. Ці тортури закінчувалися лише тоді, коли півні сповіщали про світанок; в цей момент тварина відпускала свою жертву і тікала.
Відомо також, що караконджула карає і мучить людей, які вчиняють перелюб. Відомо, що перелюбники вислизали з дому, поки їхні другі половинки спали, а потім відвідували людину, з якою вони зраджували, або повій, або борделі. Караконджула сидів і чекав на верхній частині одвірка вхідних дверей будинку, стрибав на спину перелюбників і бив їх палицею, дряпав або впивався гострими нігтями в спину і шию і змушував бігти через довколишні ліси всю ніч. Подібно до інших розповідей, караконджула тікав на світанку, коли з'являвся перший промінь сонця. Це можна розглядати як застереження потенційним перелюбникам ретельно обмірковувати свої наміри, бажання та розуміти наслідки, які вони понесуть, якщо здійснять такі дії. У цій версії міфу караконджула повертався щоночі і залишався на одвірку до тих пір, поки перелюбники не сповідалися у своїх гріхах перед своєю другою половинкою.